# Sainte-Anne-de-la-Pérade
Sainte-Anne-de-la-Pérade es un municipio canadiense situado en la provincia de Quebec.

## Superficie
Sainte-Anne-de-la-Pérade tiene una superficie de 109,28 km².

## Demografía
En 2021, tenía 2031 habitantes, una densidad poblacional de 18,6 hab./km², y 1109 viviendas.